# Ralph Caulton

a Compétitions nationales et continentales officielles uniquement.

b Matchs officiels uniquement.
Ralph Walter Caulton, né le 10 janvier 1937 à Wellington (Nouvelle-Zélande) et mort le 9 juin 2024 à Nelson (Nouvelle-Zélande), est un joueur international néo-zélandais de rugby à XV évoluant au poste de trois quart aile. 

## Biographie
Ralph Caulton joue pour la province de Wellington de 1957 à 1965. Il dispute son premier test match avec l'équipe de Nouvelle-Zélande  le 15 août 1959, à l’occasion d’un match contre les Lions britanniques. Il dispute son dernier test match contre l'équipe d'Australie le 29 août 1964. 
Ralph Caulton meurt le 9 juin 2024, à Nelson, à l'âge de 87 ans,.

## Statistiques en équipe nationale
- Nombre de test matchs avec les Blacks :  16  (8 essais)
- Nombre total de matchs avec les Blacks : 34
- Test matchs par année : 3 en 1959, 2 en 1960, 1 en 1961, 4 en 1963, 6 en 1964